# Седлачек, Томаш
Томаш Седлачек (чеш. Tomáš Sedláček; род. 23 января 1977[…], Роуднице-над-Лабем, Северочешский край) — чешский экономист, теоретик, исследователь и преподаватель высшей школы, ведущий макроэкономист Чехословацкого торгового банка, бывший советник по экономическим вопросам Вацлава Гавела (2001—2003). Один из пяти лучших экономистов по версии Йельского экономического журнала (2006) и автор бестселлера «Экономика добра и зла».

## Биография
Родился в чешском городе Роуднице-над-Лабем. В детстве пять лет прожил в Финляндии, после чего ещё четыре в Дании, где его отец работал директором Czech Airlines.
В 24-летнем возрасте во время учёбы в Карловом университете стал экономическим советником президента Вацлава Гавела, проработав на этом посту до 2003 года. В январе 2004 года стал советником тогдашнего министра финансов Чехии Богуслава Соботки. Оставил работу в 2006 году.
Входит в знаковые международные чешские организации, такие как Всемирный экономический форум (WEF), консультативная группа Европейской комиссии. Был членом Национального экономического совета (NERV).
Читает лекции по философии и экономике в Карловом университете, является одним из популярных лекторов и полемистов многих мировых конференций, форумов и университетов.

## Творчество
В 2011 году в Издательстве Оксфордского университета издал книгу «Экономика добра и зла». В своей работе Седлачек описывает экономику как культурный феномен, тесно связанный с философией, мифологией, религией, антропологией, искусством. Исследуя, как менялись взгляды человека на мир с экономической точки зрения, обращается к древним культурам и источников, чтобы определить, какие убеждения и ценности заложены в основу современной экономики. В 2009 году книга получила Wald Press Award, а в 2012 году на Франкфуртской книжной ярмарке была отмечена Deutscher Wirtschaftsbuchpreis.